# Jan Bormann
Jan Bormann (* Mai 1939 in Dortmund) ist ein deutscher bildender Künstler und Bildhauer.

## Leben
Jan Bormann wuchs in Dortmund auf. Während des Zweiten Weltkriegs war er von 1944 bis zum Kriegsende im Heimatdorf seiner Mutter im württembergischen Jagsttal untergebracht. Er bestand die Aufnahmeprüfung zum Gymnasium, musste die Schule aber 1955 mit der Mittleren Reife beenden, weil seine Familie das Schulgeld nicht aufbringen konnte, und ging in Dortmund bei dem Obermeister der Steinmetz- und Steinbildhauerinnung Carl Fink in die Lehre. Nach der Ausbildung als Steinbildhauer arbeitete er einige Jahre in diesem Handwerksberuf. Von 1965 bis 1969 studierte er bei Herbert Volwahsen Bildhauerei an der Städtischen Höheren Fachschule für Gestaltung, der späteren Fachhochschule Dortmund, legte aber in den Semesterferien parallel seine Meisterprüfung ab.
Sein erstes Atelier fand Bormann 1968 auf dem Gelände der stillgelegten Zeche Dorstfeld. Neben seiner Stelle bei der Stadt Dortmund als Grabmalberater und Lehrtätigkeiten von 1970 bis 1978 an der Fachhochschule Dortmund, der VHS Dortmund und VHS Castrop-Rauxel widmete er sich in der freien Zeit seiner Kunst. 1976 kaufte er einen alten Bauernhof in Castrop-Rauxel, in dem er lebt und arbeitet, seit 1989 zusammen mit seiner Frau, der Fotografin Erika A. Schäfer. Bormann ist Mitglied der Künstlervereinigung Dortmunder Gruppe, des Deutschen Werkbunds Nordrhein-Westfalen e. V. und des Bundesverbands Bildender Künstlerinnen und Künstler (bbk).

## Werk
Bormann verwendet vorwiegend Naturstein wie Muschelkalkstein, Rotlava, Anröchter Dolomit, Granit und Speckstein sowie Holz in seinen plastischen Arbeiten, in späteren Werken auch Bronze und Stahl. Bei seinen Skulpturen greift er häufig auf die beiden Grundformen Würfel oder Kugel zurück. Seit den 1970er Jahren gestaltete er zahlreiche großformatige Plastiken und Installationen im öffentlichen Raum. Seine Arbeiten sind auf Bildhauersymposien und in Einzel- und Gruppenausstellungen vertreten.
Bormann gilt als Vater der Haldenkunst. Sein Ansatz, „die Abraumhalden der Zechen als die Berge des Neuen Emschertales zu definieren“ und den ununterscheidbaren Bergehalden durch eine „wiedererkennbare Landschaft, die dem Auge Orientierung bietet“, ein unverwechselbares Erkennungsmerkmal zu geben, war innovativ. Diese Idee, Halden mit künstlerischer Intervention in Landmarken zu verwandeln, stellte er in den 1980er Jahren beim Kommunalverband Ruhrgebiet und später bei der Internationalen Bauausstellung Emscher Park vor. Seine Sonnenuhr mit Geo-Kreuz auf der Halde Schwerin wurde die erste Landmarke der IBA, der im Laufe der Jahre Installationen anderer Künstler auf den Halden folgten.

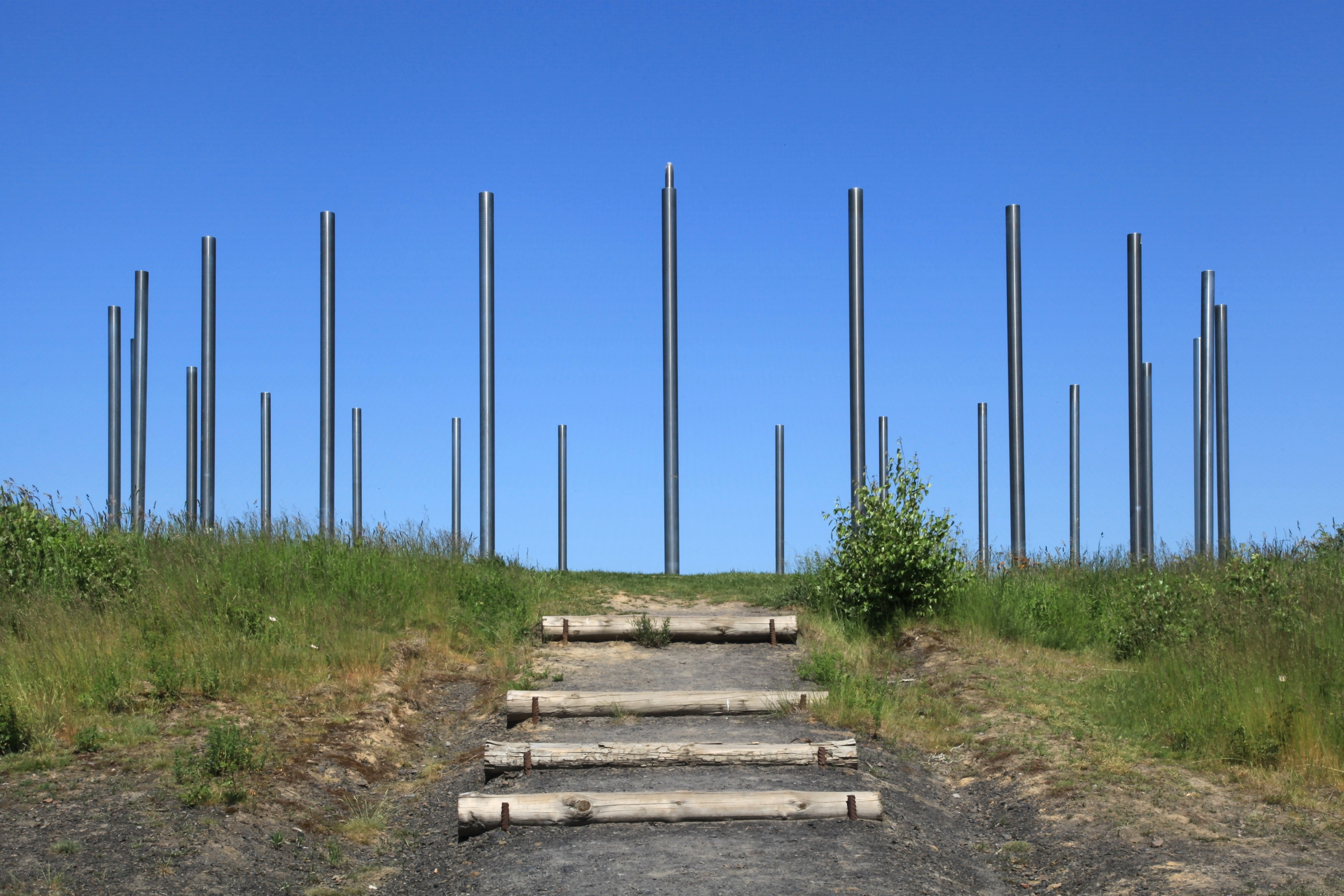
Halde Schwerin
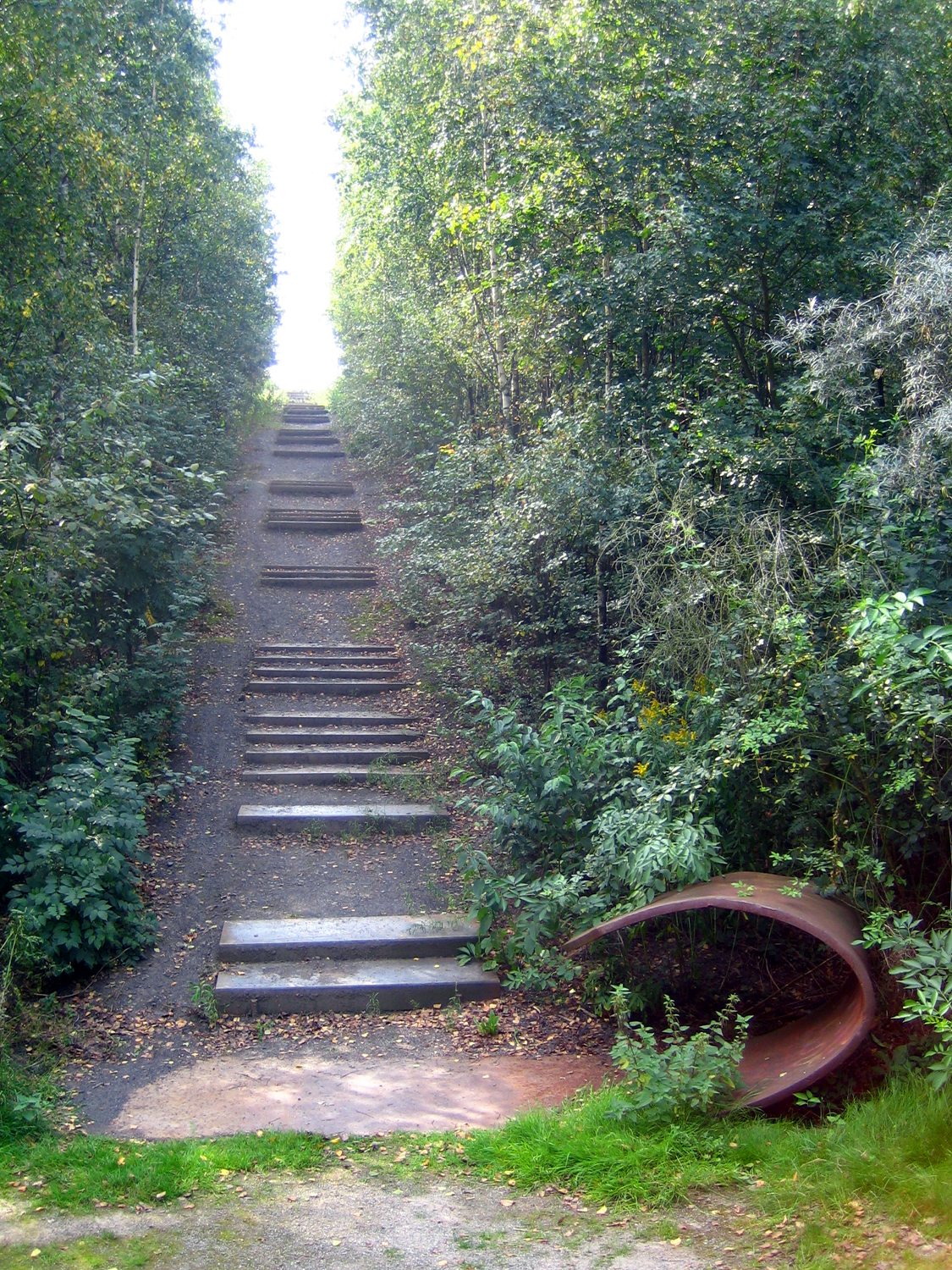
Osttreppe an der Halde Schwerin
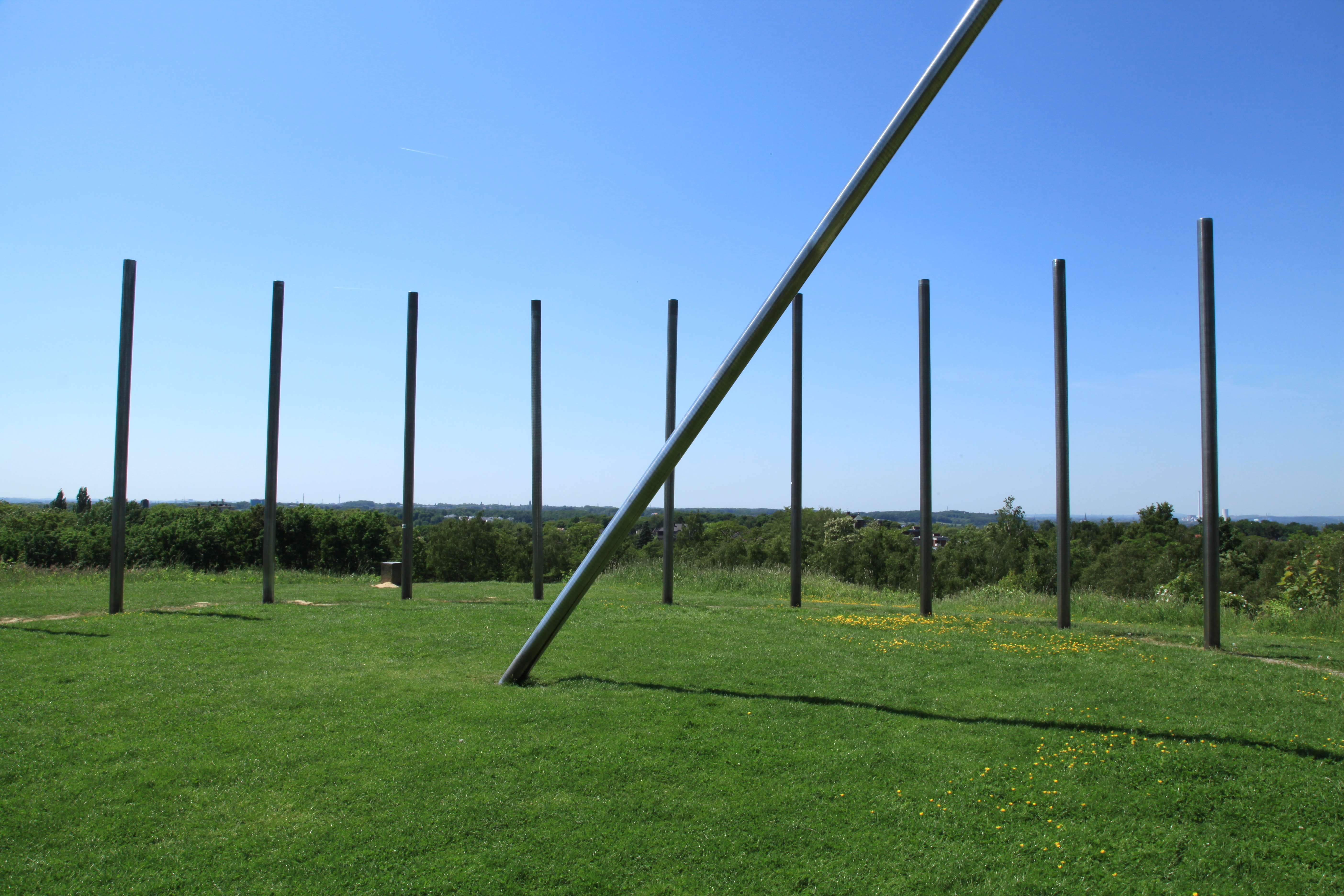
Sonnenuhr mit Geo-Kreuz
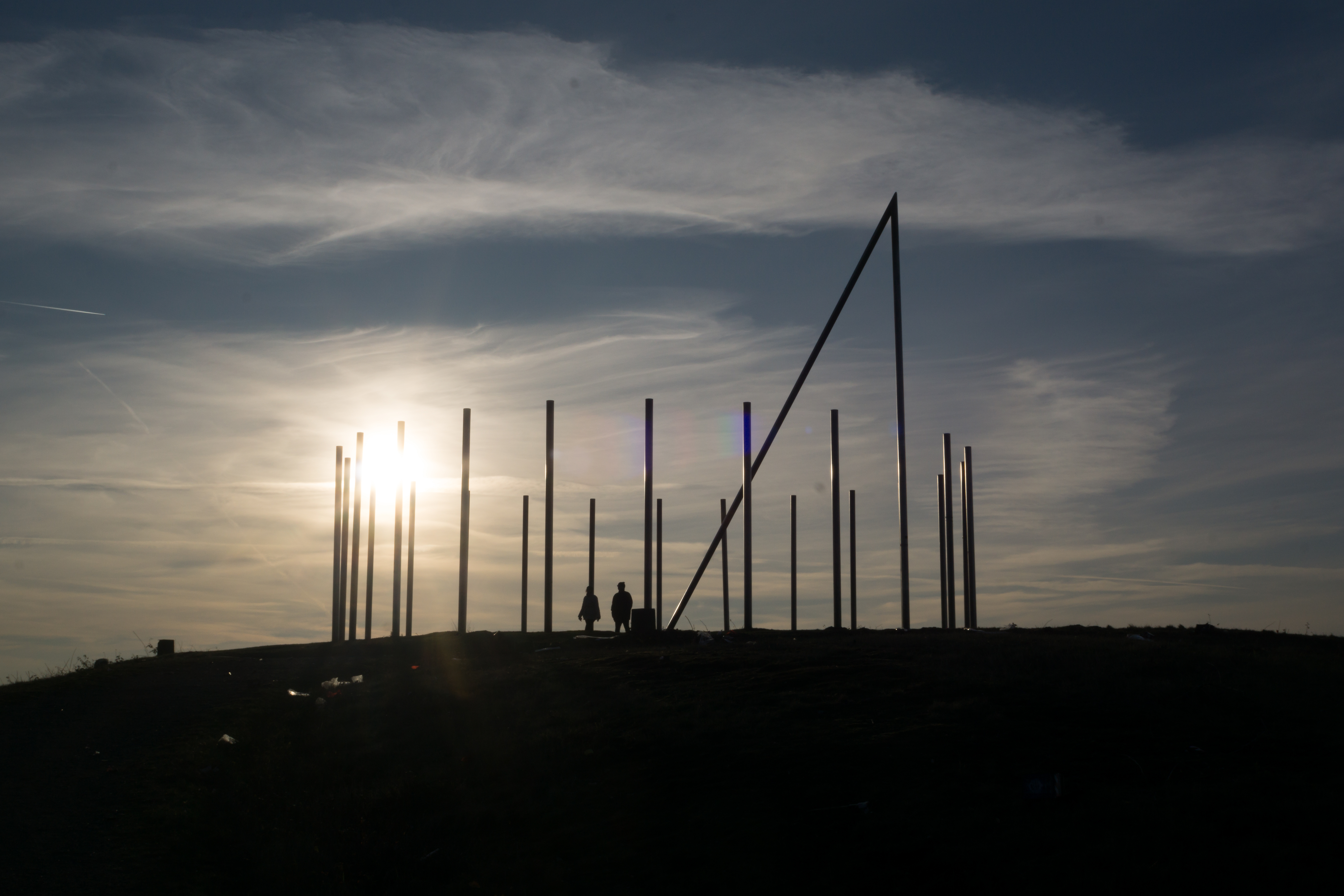
Halde Schwerin

### Werke im öffentlichen Raum (Auswahl)

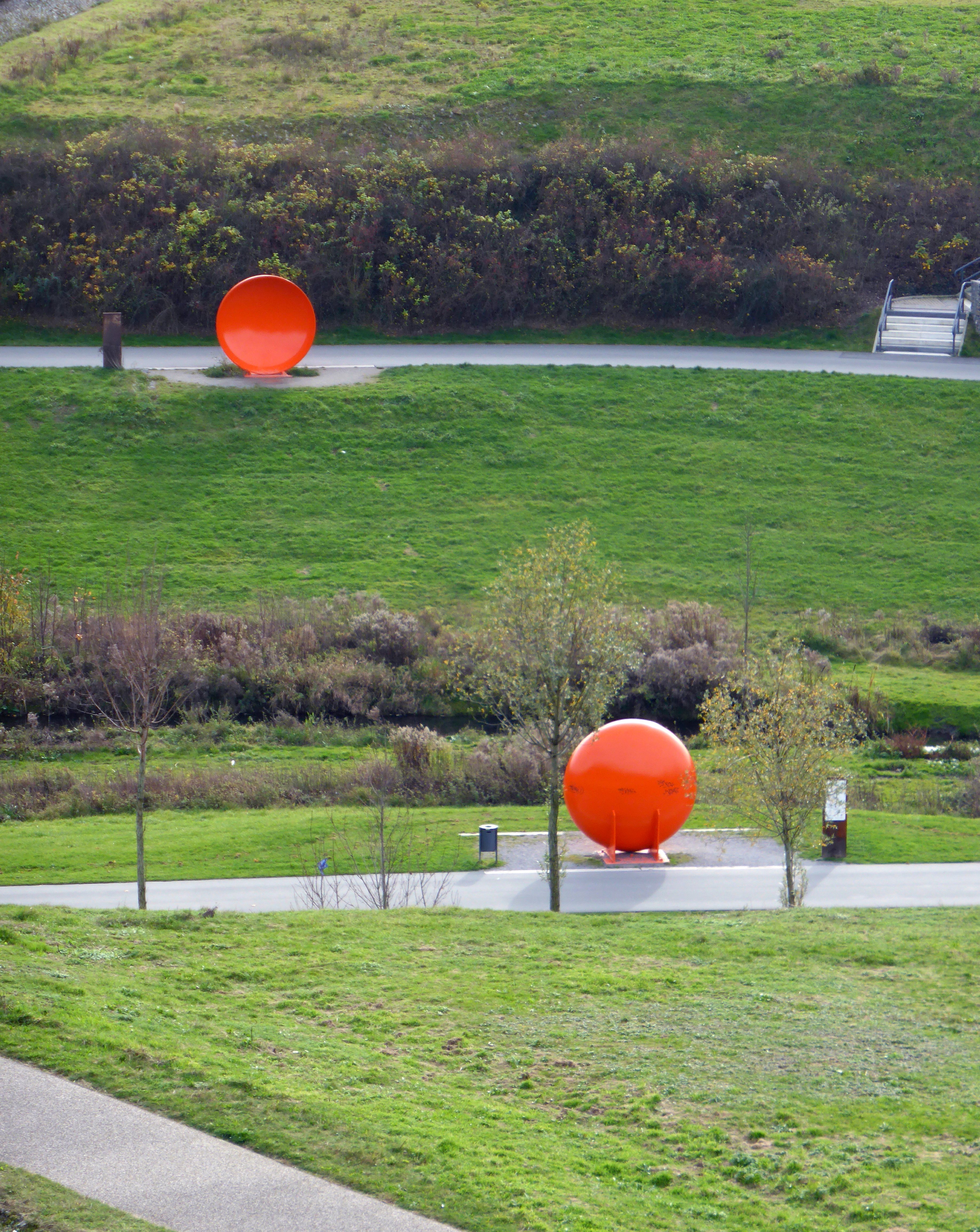
Flüsterbrücke

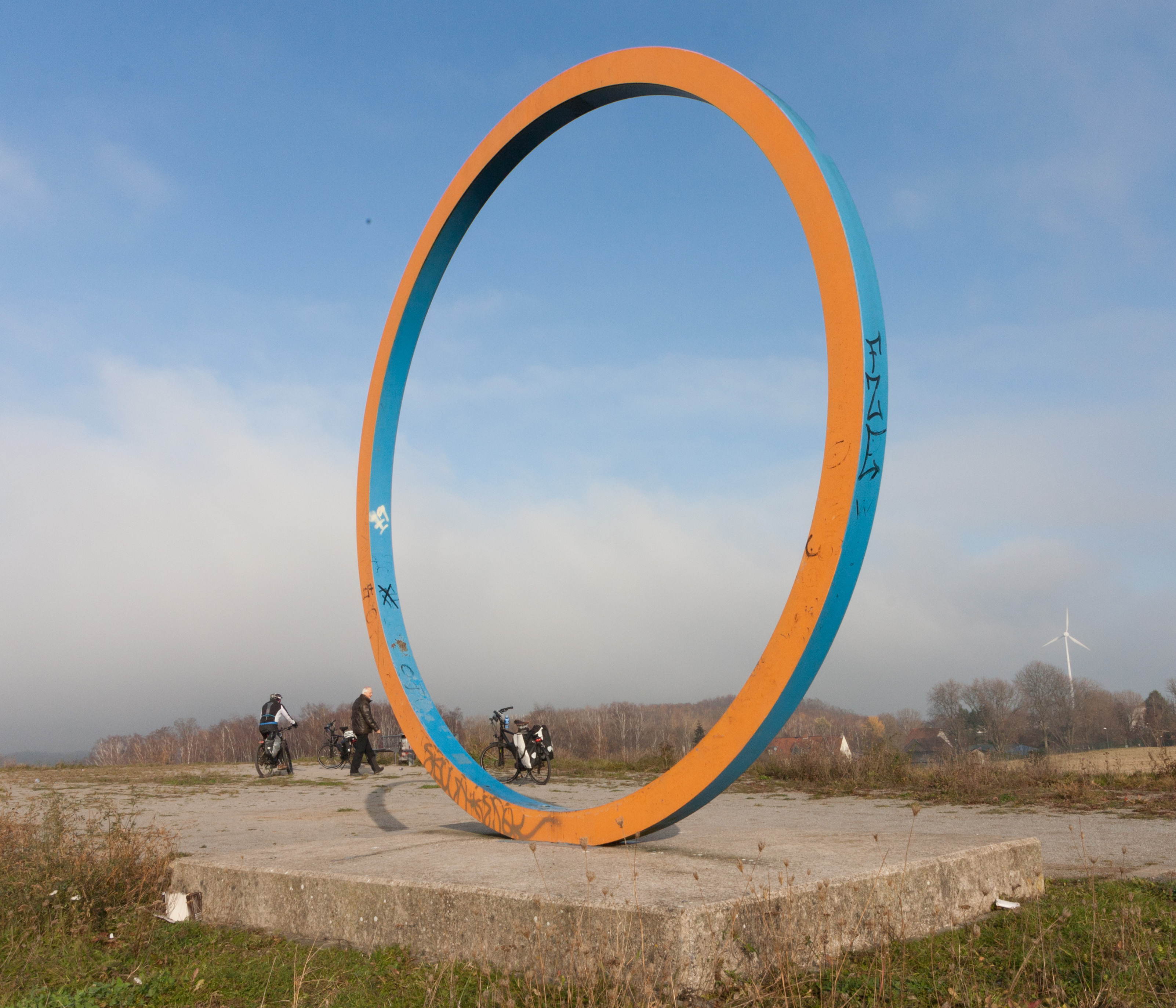
Schweriner Ring

- 2023: Landschaftsskulptur, roter Pfälzer Sandstein, Nähe des Eingangs Buschmühle, Westfalenpark, Dortmund[12]
- 2016: Roller-Ball, Kaiserberg am Phoenix-See, Dortmund-Hörde
- 2012: Deportationsdenkmal für Dortmund, Ruhrallee, Dortmund
Auf dem Gelände der ehemaligen Eintracht-Turnhalle, das im April 1942 als Sammelstelle für Hunderte jüdischer Menschen aus Westfalen in das polnische Ghetto Zamość diente, ragen aus einem großen Findling verrostete Eisenbahnschienen nach oben, die den Weg in die Vernichtungslager symbolisieren sollen.[13][14]
- 2011: Flüsterbrücke, Phoenix-See, Dortmund-Hörde
Die Installation am östlichen Ende des Phoenix-Sees besteht aus zwei strahlend orangefarben lackierten Parabolspiegeln aus Stahl mit einem Durchmesser von 3 Metern und einem Gewicht von 3,3 Tonnen. Sie stehen an den gegenüber liegenden Ufern der Emscher mit einem Abstand von 59 Metern. Durch die paraboloide Form werden Schallwellen wie mit einem Scheinwerfer ausgerichtet und so können selbst leise gesprochene Worte von der einen Seite des Ufers zur anderen Uferseite transportiert werden.[15] Dieser Effekt ist optimal, wenn sich sowohl Sprecher (=Sender) als auch Hörer (= Empfänger) im Brennpunkt des Parabolspiegels befinden.
- 2010: Landmarke Schweriner Ring, Halde Schwerin, Castrop-Rauxel
Der blau und orange lackierte Ring aus Kugellagerstahl mit einem Durchmesser von etwa 4,3 Metern und einem Gewicht von 3,3 Tonnen steht am Rand der Gipfelfläche. Ursprünglich handelt es sich um Ausschuss aus der Produktion für Windräder aufgrund von Materialfehlern.[16]
- 2006: Organische Form, zweiteilige Skulptur aus Naturstein, Garten Galerie Torfhaus, Westfalenpark, Dortmund
- 2005: Horizontale Form, Japanischer Garten, Westfalenpark, Dortmund (aus Eschenholz)
- 2005: Florale Stele, an der Galerie Torfhaus, Westfalenpark, Dortmund (aus Bongossiholz)
- 2004: Emscher-Brücke, Waltroper Straße, Dortmund-Mengede
 Im Auftrag der Emschergenossenschaft entwarf Bormann die Gestaltung für eine Brücke über die Emscher, die stilistische Elemente seiner 1998 gestalteten Emscher-Welle in Form eines blauen Stahlbandes als Symbol für den Fluss aufgreift. Dabei setzte er seine Idee in einer reduzierten Formensprache mit Grundformen wie Linie, Quadrat und Dreieck um, um für den Betrachter mittels zweier blauer Dreiecke, deren Spitzen zur Emscher-Mündung ausgerichtet sind, die Fließrichtung der Emscher zu markieren. In der Mitte der stark befahrenen Brücke sind auf jeder Seite Balkone als Aussichtsplattformen angelegt. Ein blaues Stahlband am Brückengeländer, das wie die richtige Emscher in Mengede einen Bogen schlägt, symbolisiert den Flusslauf, ein rotes Quadrat innerhalb des Bogens die Stadt.[17]
- 2000: ohne Titel (Spielstraße Blücherpark), 20 m lange Spielstraße mit einem Stahlring von 4,5 Meter Durchmesser und bearbeitete Steine, Lessingstraße, Blücherpark, Dortmund
- 2000: Landmarke Spurwerkturm, Halde Brockenscheidt, Waltrop
Der zwanzig Meter hohe Spurwerkturm ist aus 1.000 Metern gebrauchter Spurlatten konstruiert und soll als sichtbares Zeichen für Vergangenheit und Zukunft des früheren Zechengeländes stehen. Auf einer Plattform in Höhe von ca. zehn Metern über Haldenniveau befindet sich eine Aussichtsplattform. Die Grundfläche der Plattform beträgt 25 Meter mal 25 Meter.[18][19]

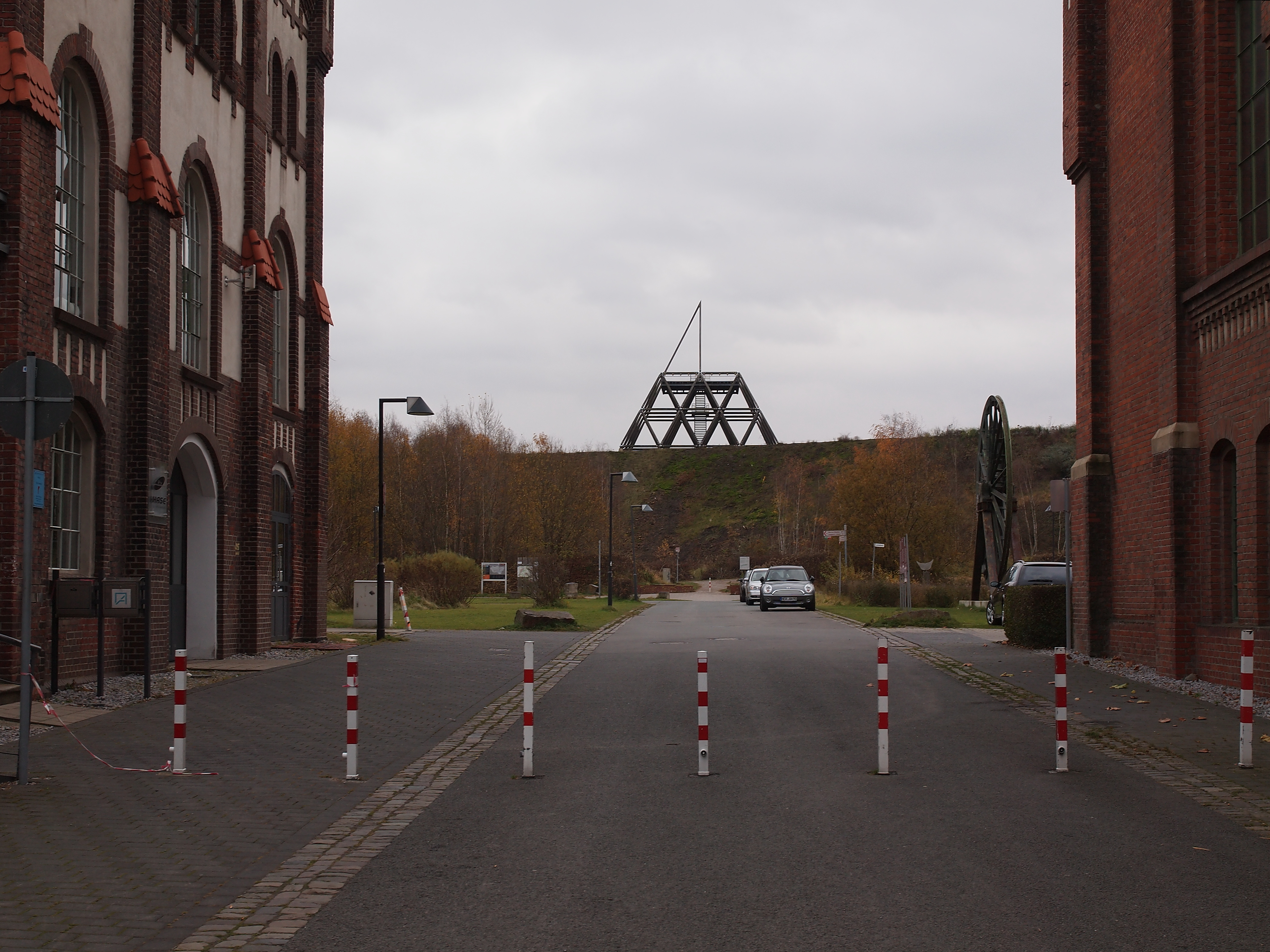
Spurwerkturm
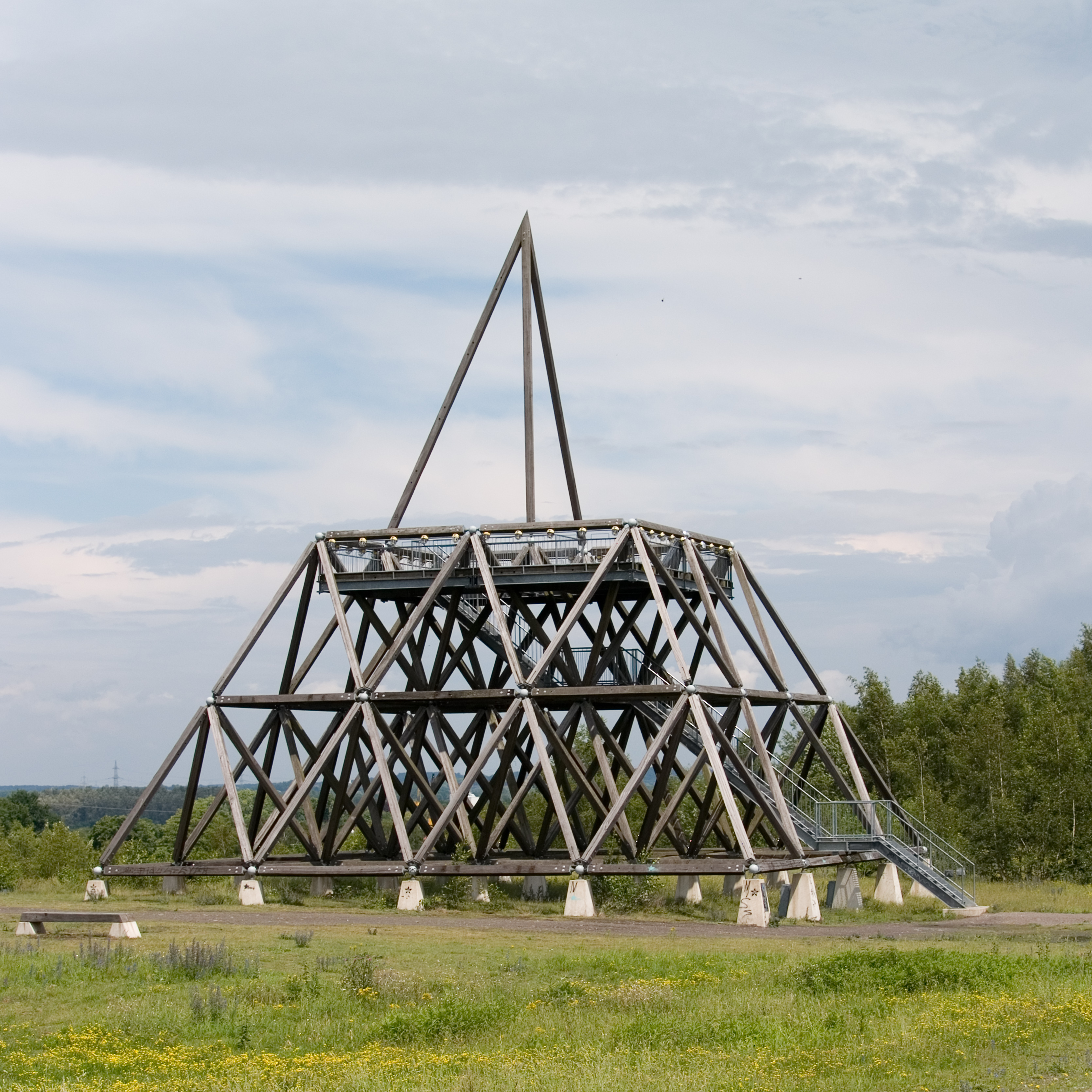
Spurwerkturm
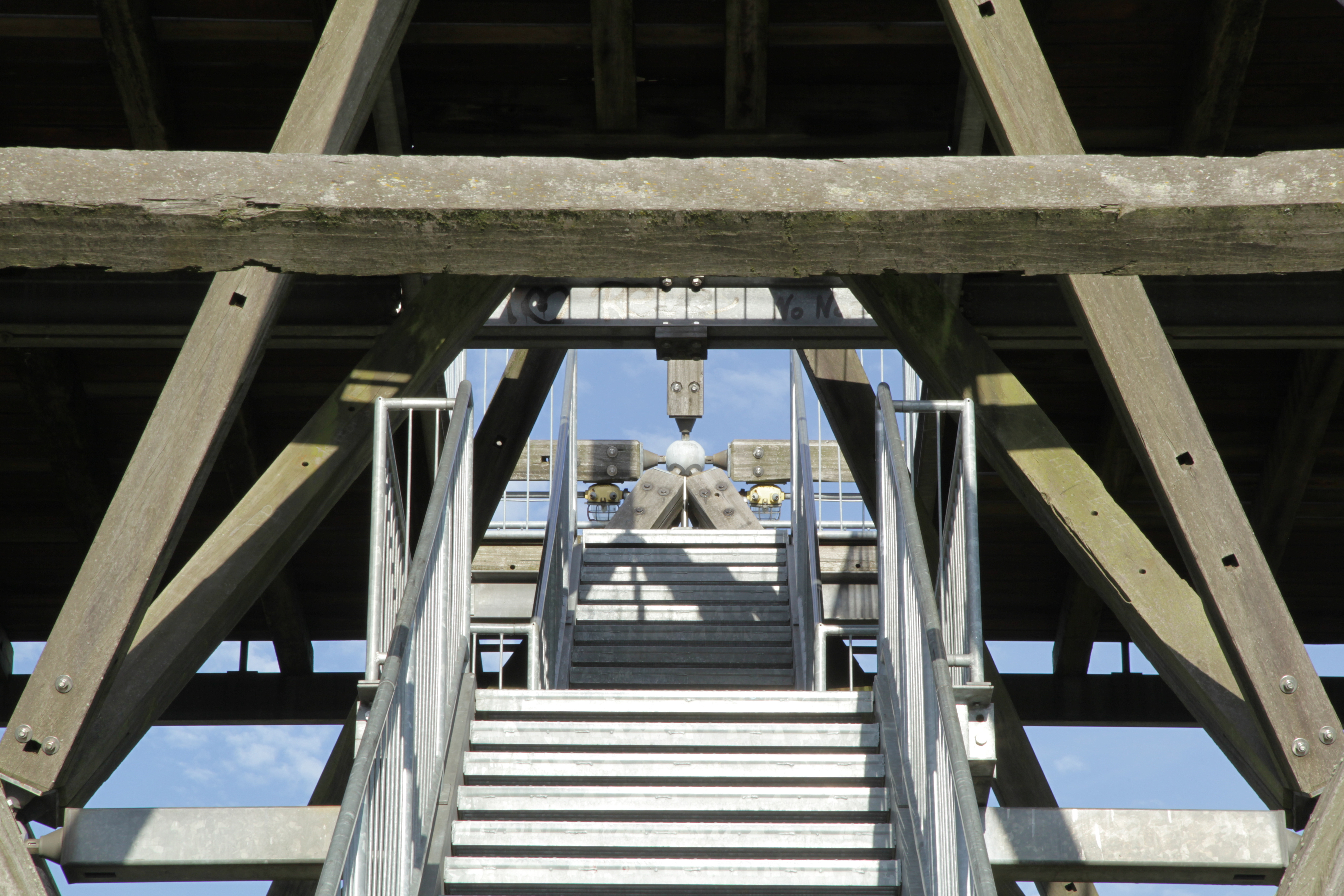
Spurwerkturm
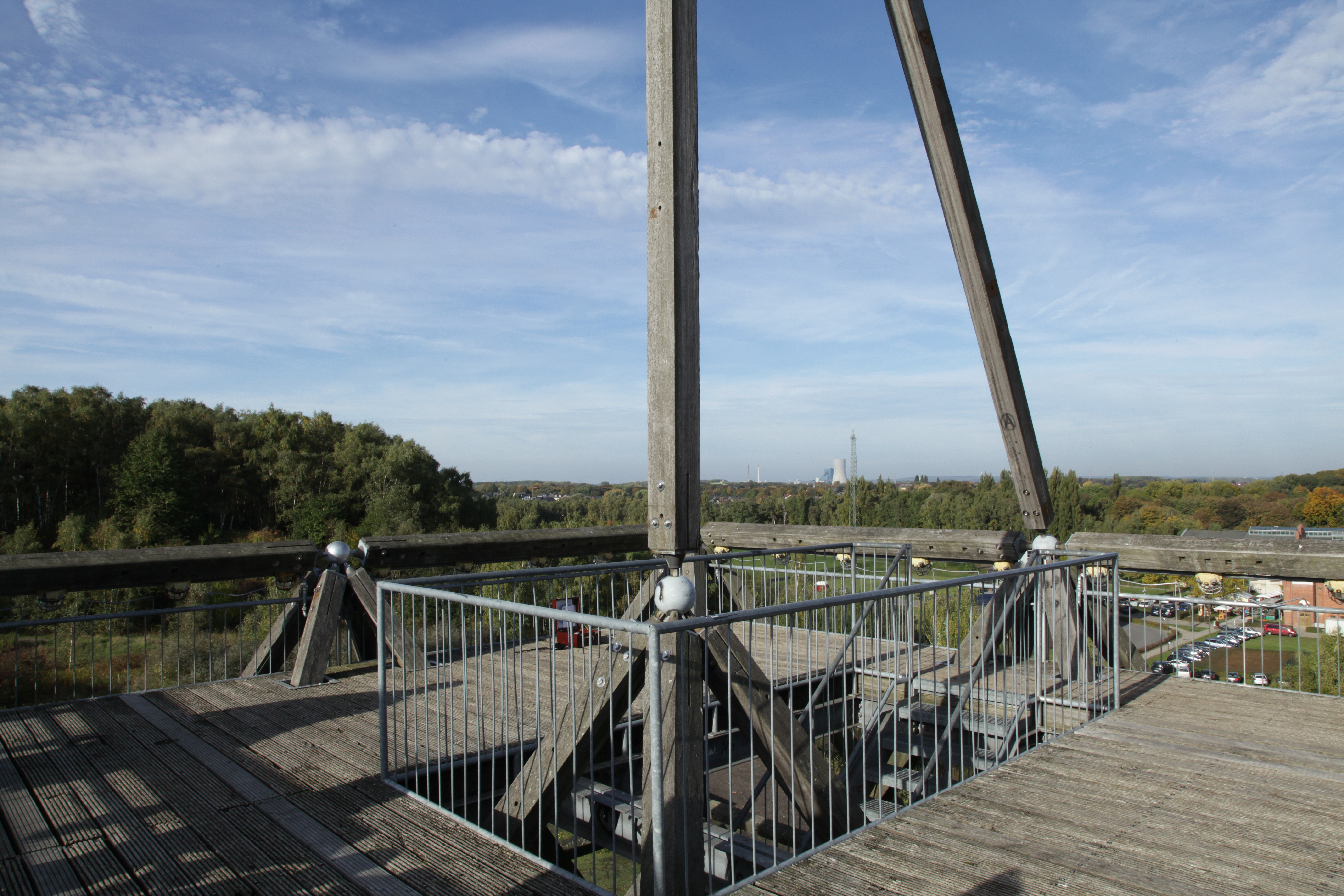
Spurwerkturm

- 1998: Emscher-Welle – Signet Emscher-Weg Emschertal
Die Blaue Welle ist ein Kunstwerk und Symbol für die Neugestaltung der Emscher. Das stilisierte Zeichen einer leuchtend blauen Wellenform mit drei Bögen findet sich entlang der Emscher von Holzwickede bis zum Rhein bei Dinslaken. Die Welle aus verzinktem und lackierten Stahlblech ist an bestehenden Zäunen angebracht.[20]
- 1998: Dufhues-Denkmal, Stadtpark Bochum
- 1994: Landmarke Sonnenuhr mit Geo-Kreuz, Halde Schwerin, Castrop-Rauxel
Mit der Sonnenuhr entwarf Bormann im Rahmen des von 1989 bis 1999 auf zehn Jahre angelegten Zukunftsprogramms Internationale Bauausstellung Emscher Park (IBA) des Landes Nordrhein-Westfalen 1993/94 die erste Landmarke. Die Sonnenuhr besteht aus 24 in einem Kreis von 16,5 Metern Durchmesser angeordneten Stundenstäben aus Edelstahl auf der Haldenkuppe. Ein zur Erdachse parallel verlaufender Stab, der zusammen mit der 12 Uhr-Stele ein Dreieck bildet, zeigt durch seinen Schattenwurf die Sonnenzeit an. „Die Sonnenuhr ist als Ort der Besinnung konzipiert, sie zieht einen magischen Kreis um den Betrachter“. Vier nach den Himmelsrichtungen ausgerichtete Treppen führen auf die Halde und bilden das Geokreuz. An der Südseite bestehen sie aus Grubenholz, an der Nordseite aus Bahnschwellen, an der Ostseite aus Stahl-Brammen und an der Westseite aus Eisenbahnschienen. Die verschiedenen Materialien sollen auf die „Natur-, Menschheits- und Industrie-Geschichte des Ruhrgebiets“ verweisen.[21]
- 1991: Spielstraße, Alsenstraße, Dortmund
- 1988: Rosenbrunnen, Westfalenpark, Dortmund
- 1986: Theaterbrunnen, Eingang Theater Dortmund, Hiltropwall
Drei unterschiedlich große Kugeln aus Michelnauer Rotlava liegen hintereinander aufgereiht, ihre Größe verringert sich zum Theatereingang hin. Von oben mittig rinnt das Wasser über die Kugeloberflächen. Im Bodenbereich sind mit weißen Pflastersteinen runde Konturlinien nachgezeichnet.[2]
- 1986: Kugelbrunnen, Dr.-Ruer-Platz, Bochum (behauene Granitblöcke)
- 1984: Marktbrunnen, Günzburg
- 1982: Brunnen Knospende Form und Spielplatz, Lessingstraße, Blücherpark, Dortmund (aus Vanga-Granit)[22][23]
- 1974–1977: o. T., Westenhellweg / Kolpingstraße, Dortmund (Skulpturengruppe aus Anröchter Dolomit, ca. 6 Meter hoch)[24]
- 1974: Liegendes Quadrat, Wiener Internationale Gartenschau 1974, Wien-Favoriten

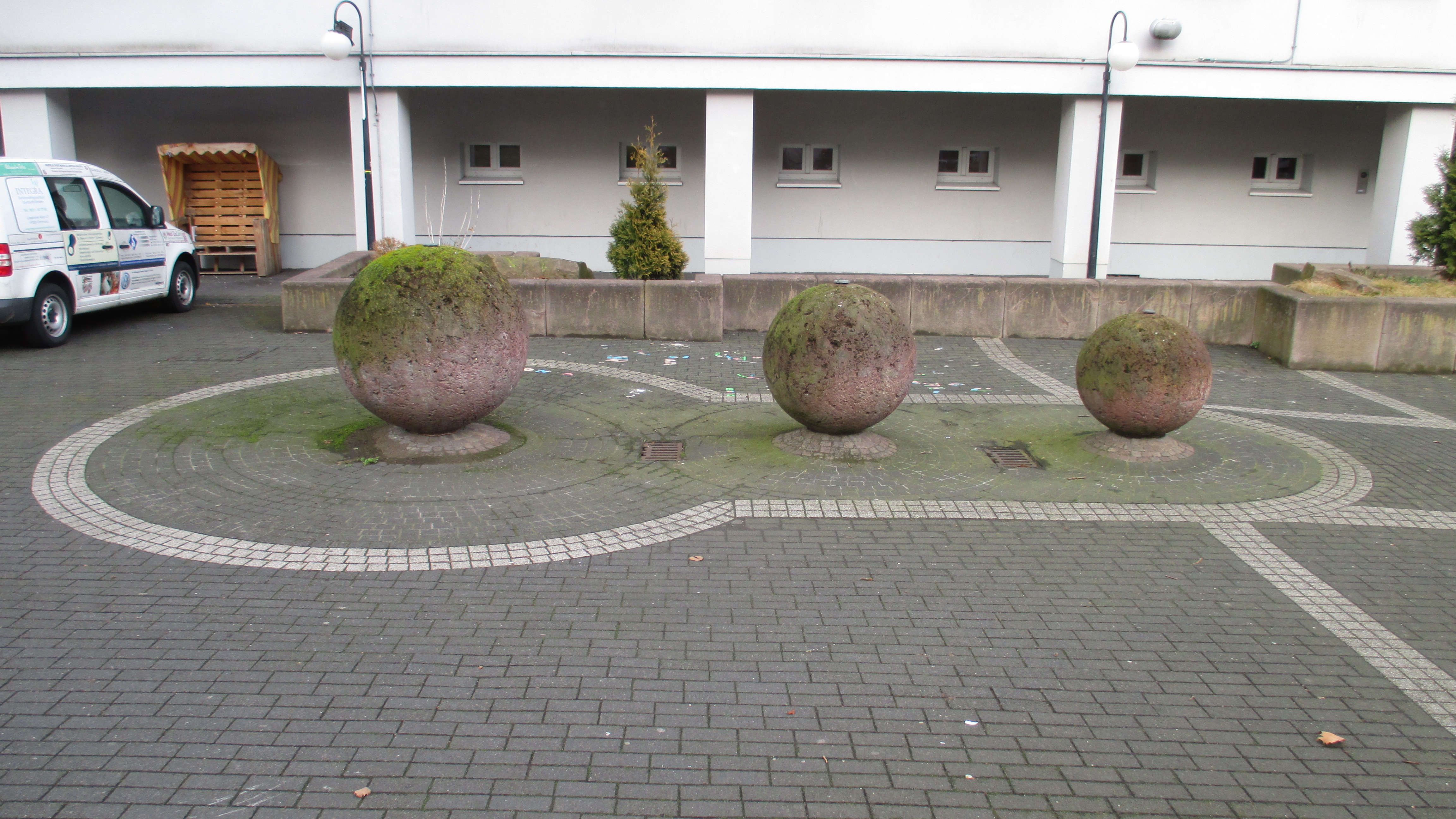
Theaterbrunnen, Dortmund
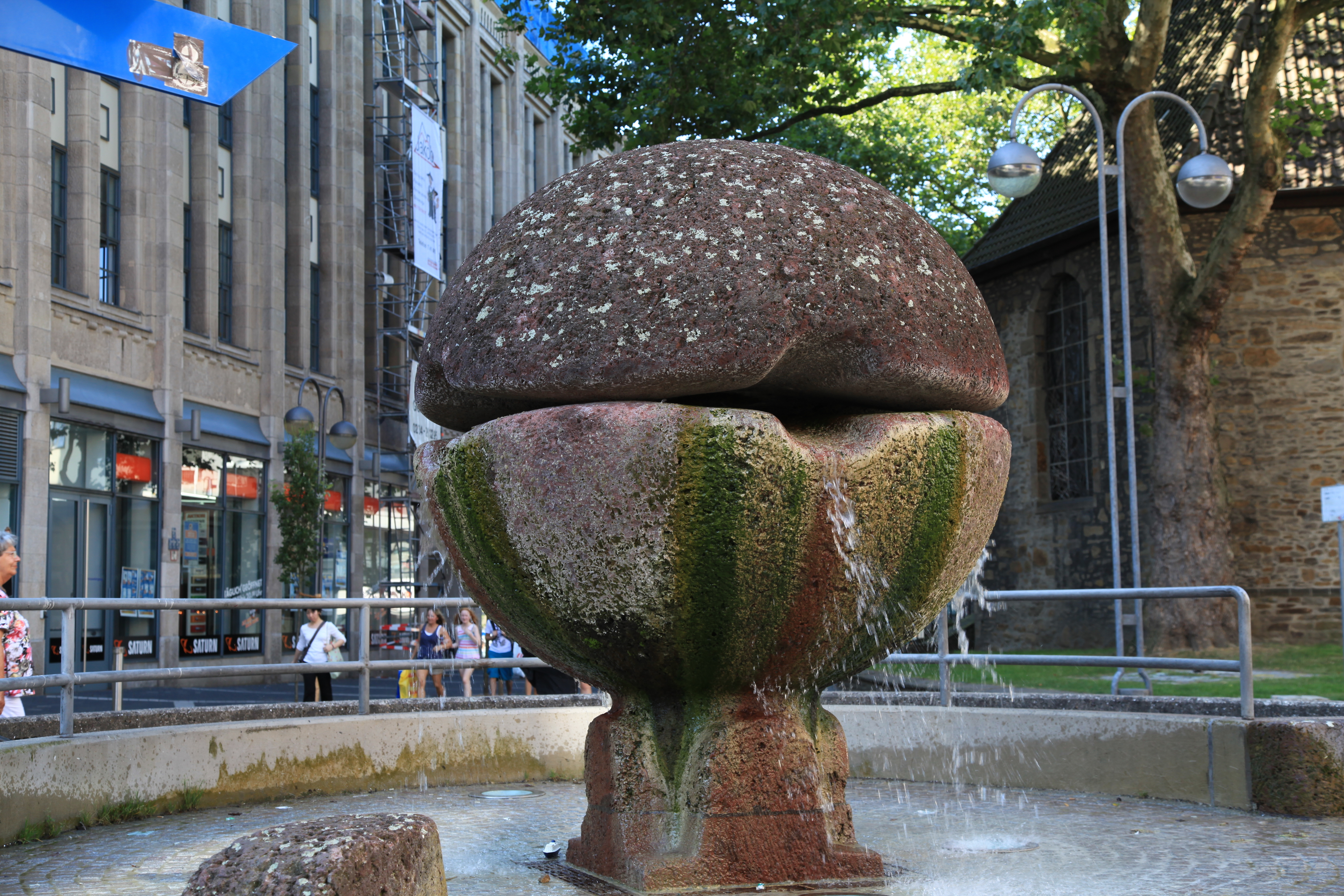
Kugelbrunnen, Bochum
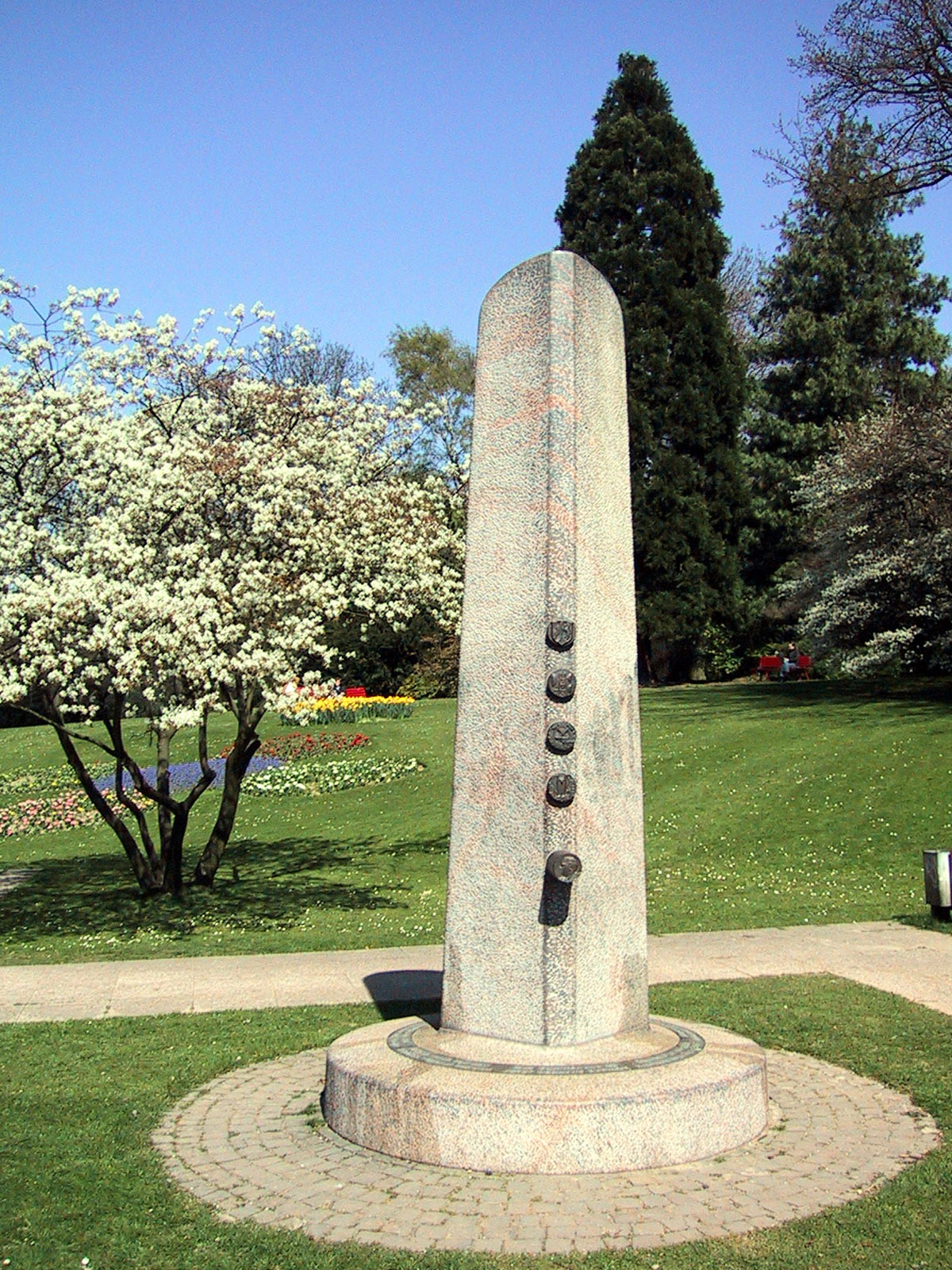
Dufhues-Denkmal, Bochum
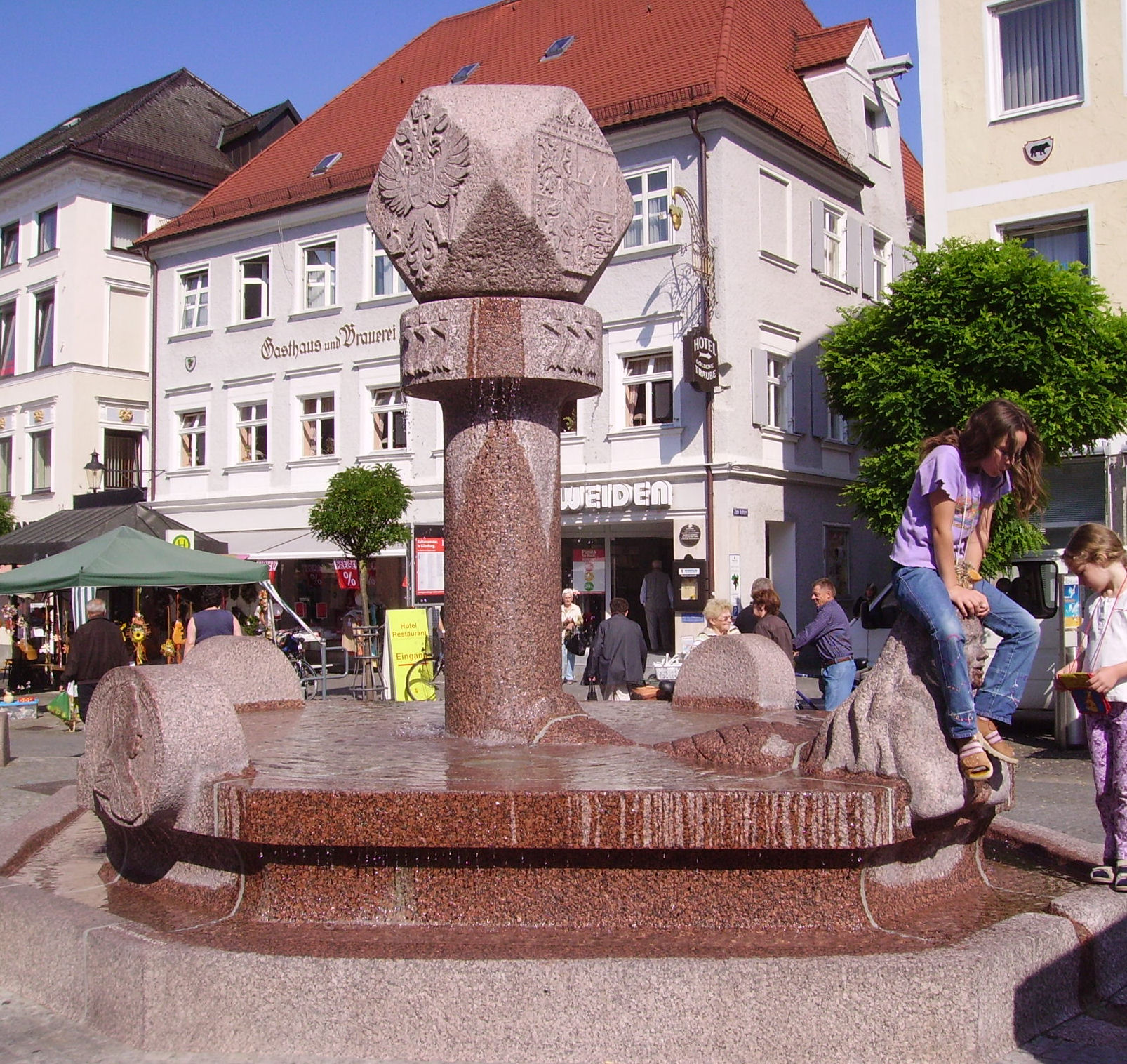
Marktbrunnen, Günzburg
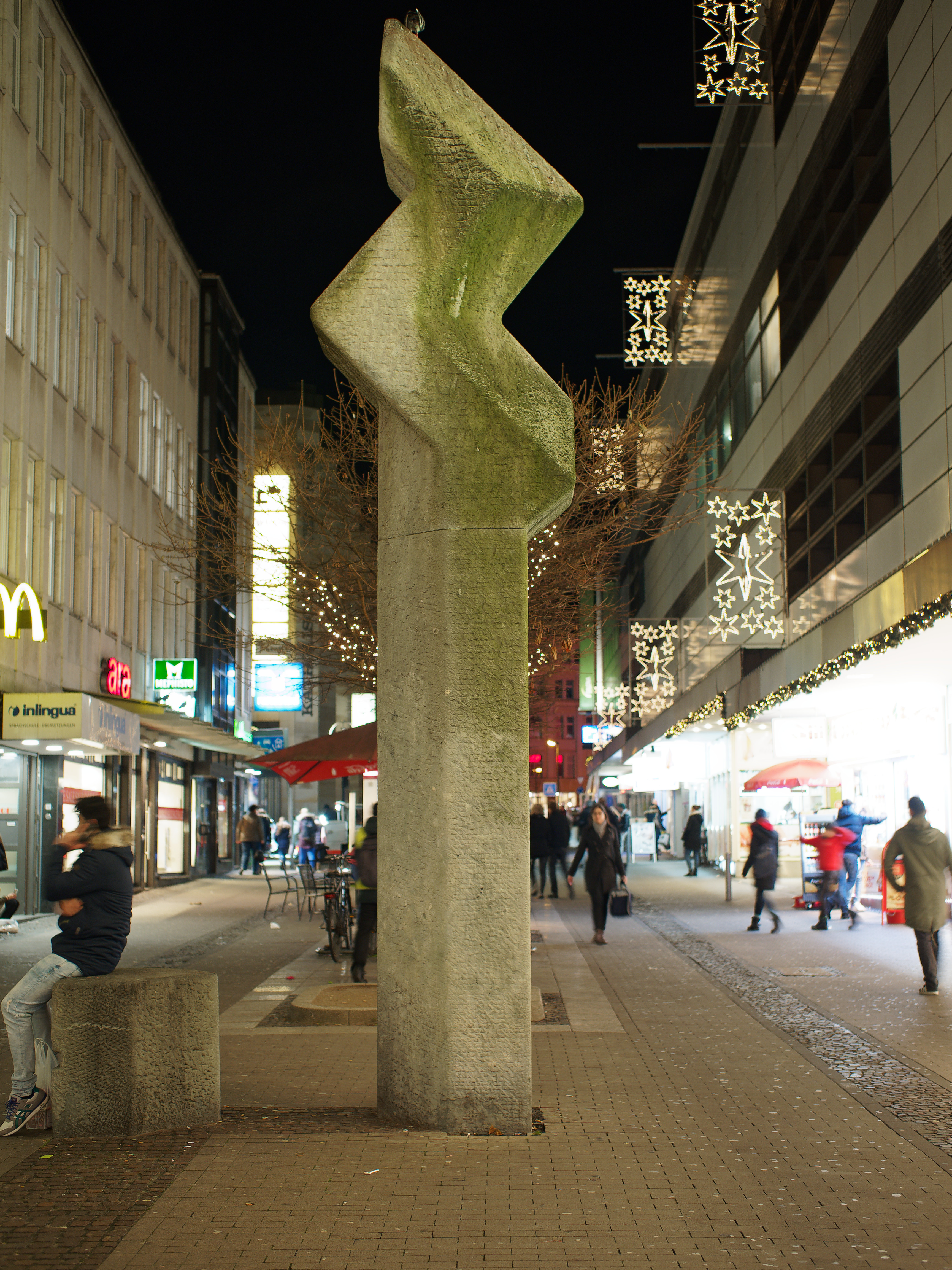
o. T., Dortmund

## Ausstellungen (Auswahl)
- 2021: Format Quadrat. „Dortmunder Gruppe“ Gemeinschaftsausstellung, Städtische Kunstgalerie im Torhaus am Rombergpark, Dortmund[25]
- 2020: Urlaub am Titicacasee: „reloaded“. „Dortmunder Gruppe“ Gemeinschaftsausstellung, Städtische Galerie Tiny Hall am See, Rombergpark, Dortmund
- 2019: Skulpturen–Plastiken–Montagen. Torhaus Rombergpark, Dortmund, Einzelausstellung[4][1]
- 2019: „Dortmunder Gruppe“ Gemeinschaftsausstellung, Torhaus Rombergpark, Dortmund[4]
- 2016: Flottmann 30 Hoch. Flottmann-Hallen, Herne, Gemeinschaftsausstellung
- 2010: Gespräch der Baumgeister. Baumskulptur 18. Ausstellungsreihe „Kunst am Baum“ des Kunstverein Gelsenkirchen, Skulpturenpark an der Adenauerallee, Berger Park, mit Begleitausstellung im Kunstmuseum Gelsenkirchen, Gelsenkirchen-Buer[26]
- 2009: Metaphern. Flottmann-Hallen, Herne, Einzelausstellung[27]
- 2007: Schiff-Art. Schiffshebewerk Henrichenburg, Gemeinschaftsausstellung[28]
- 2004: Stand Blick Licht. Galerie Alte Schule im Kulturzentrum Adlershof, Berlin, Gemeinschaftsausstellung[29]